# スモーレイ (駆逐艦)
スモーレイ (USS Smalley, DD-565) は、アメリカ海軍の駆逐艦。フレッチャー級駆逐艦の1隻。艦名は南北戦争の活躍を表彰された軍人アンソニー・A・スモーレイ（1836年 - 1894年）に因む。

## 艦歴
1943年2月14日にワシントン州のシアトル・タコマ造船所にて起工され、1943年10月27日にリナ・A・メイヨー女史により命名・進水し、1944年3月31日に就役した。
シェイクダウン後、1944年6月7日に「メイヨー」他駆逐艦1隻がハワイに向かう3隻の輸送船の護衛として出航し、1944年7月11日に真珠湾に到着した。28日にはフランクリン・D・ルーズベルト大統領が重巡洋艦「ボルチモア」に搭乗して真珠湾に入港した際、同艦の乗組員が登舷礼を行った。
8月8日、「スモーレイ」はアリューシャン列島に向け出港。1944年11月21日に日本の千島列島にある松輪島の建物、テント、機銃掃射台、滑走路などを砲撃した。この砲撃では466発の弾丸を発射した。その後、アリューシャン巡航中にさらに3度の砲撃任務を行った。1945年4月18日、ハワイへの帰還命令を受けた。
5月11日、駆逐艦「ロウ(DD-564)」「ストッダード (DD-566)」と共に、空母「タイコンデロガ (CV-14)」をウルシー環礁まで護衛した。1週間後、「タイコンデロガ」から発艦した飛行機がタロア島を空襲した。この空襲の際、「スモーレイ」は撃墜された雷撃機から乗員を救出した。
1945年6月4日、「スモーレイ」は沖縄に到着し、連合軍の沖縄攻略を支援し、輸送海域の対潜哨戒および対空哨戒を行った。その後は日本本土への攻撃に参加し、1945年7月23日には父島を砲撃した。
「スモーレイ」は1945年10月に帰投、1947年1月に海軍船籍から除籍され、チャールストン海軍工廠の米国大西洋予備艦隊に配属された。
1951年7月3日、朝鮮戦争の勃発により「スモーレイ」は再就役することとなった。グァンタナモ米軍基地で再訓練を実施した後、ニューポート海軍基地に向かい、1951年12月10日に入港した。1952年は機器の整備や追加訓練に費やし、1953年春にボストン海軍工廠を経由して韓国へ向かった。7月2日、空母「プリンストン (CV-37)」の飛行機護衛として韓国の戦闘海域に入り、1953年7月27日の休戦協定調印までTF77とともに行動を続けた。
「スモーレイ」は11月上旬まで戦闘が行われた海域に留まった。海兵隊員110名を佐世保から釜山へ輸送したり、遭難した韓国漁船を救助するなど、さまざまな任務をこなした。韓国漁船が遭難した際には、29名の乗組員を救助した。その後1953年11月に極東を出港し、香港、シンガポール、セイロン島、サウジアラビア、アデン、ポートサイド、ピレウス、カンヌ、ジブラルタルを経由して1954年1月15日にニューポートに帰港した。
「スモーレイ」はロードアイランド州のニューポートを母港とし、1955年7月、北欧・地中海の航海へ出航した。イギリス、デンマーク、フィンランド、スコットランド、スペイン、フランス、トルコを訪問し、デンマーク艦隊とイギリス艦隊の部隊と行動を共にした。11月15日に帰国の途に就き、28日にニューポートに到着した。
1956年はカリブ海を巡航し、1957年には最後の作戦任務としてニューポートを離れ、アフリカ東岸へ航行した。帰国後、6月12日にチャールストン海軍工廠で乾ドックに入り、1957年8月23日、フィラデルフィア海軍造船所に向けて母港を出発した。「スモーレイ」はその地で退役、アメリカ大西洋予備艦隊に所属し、1965年4月1日に海軍船籍から抹消された。
「スモーレイ」は、第二次世界大戦での功績により3個、朝鮮戦争功績により1つの従軍星章を授与された。